# Rudenkove, Bilopillea
Rudenkove (în ucraineană Руденкове) este un sat în comuna Tereșcenkî din raionul Bilopillea, regiunea Sumî, Ucraina.

## Demografie
Componența lingvistică a localității Rudenkove
     Ucraineană (97,73%)
     Rusă (2,27%)
Conform recensământului din 2001, majoritatea populației localității Rudenkove era vorbitoare de ucraineană (97,73%), existând în minoritate și vorbitori de rusă (2,27%).